# Dirty Linen
Dirty Linen es una serie de televisión filipina producida y emitida por ABS-CBN desde el 23 de enero hasta el 25 de agosto de 2023. Está protagonizada por Janine Gutierrez, Zanjoe Marudo, Francine Diaz y Seth Fedelin.

## Argumento
Una niñera, un conductor y dos lavanderas de una familia rica y aristocrática desaparecen misteriosamente uno a uno sin dejar rastro. Años más tarde, los respectivos familiares y seres queridos de las cuatro trabajadoras domésticas buscan vengarse de la prominente familia. Para vengarse, se infiltran en la casa con diferentes identidades para exponer sus sucios secretos. Sin embargo, un encuentro con el hijo mayor de la familia en el pasado generará obstáculos que se interpondrán en el camino de la trama de venganza.

## Elenco

### Personajes principales
- Janine Gutierrez como Alexa Salvacion / Mila dela Cruz
  - Erika Clemente como la joven Alexa
- Zanjoe Marudo como Aidan Fiero
  - Enzo Pelojero como el joven Aidan[2]
- Francine Diaz como Chiara Fiero[3]
- Seth Fedelin como Nicolas "Nico" Sinag
- Tessie Tomas como Doña Cielo Flores-Fiero
- John Arcilla como Carlos Fiero
- Janice de Belen como Leona Roque-Fiero
- Angel Aquino como Feliz Fiero-Pavia
- Joel Torre como Rolando Sinag / Abe Matias
- Epy Quizon como Salvador "Ador" Pavia
- JC Santos como el capitán de policía Lemuel Onore
- Christian Bables como Maximus "Max" Dionisio
  - JJ Quilantang como el joven Max
- Jennica Garcia como Lailani "Lala" Millado[4]
  - Althea Ruedas como la joven Lala
- Elisse Joson as Sophie Madrigales[5]
- Xyriel Manabat como Antonette "Tonet" F. Pavia
- Raven Rigor como Clint F. Pavia

### Personajes secundarios
- Susan Africa como Pilar Onore
- Soliman Cruz como Alejandro Isidro
- Andrea Del Rosario como abogada Olga Arguelles
- Rubi Rubi como Precious Magtibay
- Tart Carlos como Marisol
- CJ Navato como Dennis
- Angelica Lao como Bella Pineda
- Lance Carr como Matt Villanueva
- Sean Tristan como Ace Santos
- Raphael Robes como Meneses
- Rans Rifol como Stella Baldomar
- Hazel Orencio como Marites
- Apey Obera como Glory
- Kert Montante como Larry
- Ping Medina como Hector Tantoco
- Ced Torrecarion como Vernon
- Bart Guingona como Silvio Madrigales

### Personajes invitados
- Dolly de Leon como Olivia de Mesa-Salvacion
- Ruby Ruiz como Lydia Millado
- Arnold Reyes como Diego Salvacion
- Liza Diño como Riza Manalo-Sinag
- Karl Medina como Noel Dionisio
- Kenneth Paul Cruz como secuaz de Ador
- Weam Ahmed como mujer policía
- JR Baring como mujer policía